# Poil
Poil is een gemeente in het Franse departement Nièvre (regio Bourgogne-Franche-Comté) en telt 156 inwoners (2009). De plaats maakt deel uit van het arrondissement Château-Chinon (Ville).

## Geografie
De oppervlakte van Poil bedraagt 25,8 km², de bevolkingsdichtheid is 5,8 inwoners per km².
De onderstaande kaart toont de ligging van Poil met de belangrijkste infrastructuur en aangrenzende gemeenten.

## Demografie
Onderstaande figuur toont het verloop van het inwonertal (bron: INSEE-tellingen).